# Prefettura di Avé
La prefettura di Avé è una prefettura del Togo situato nella regione Marittima con 97.830 abitanti al censimento 2010. Il capoluogo è la città di Kévé.